# IVe siècle av. J.-C. en architecture
Ve siècle av. J.-C. en architecture - IVe siècle av. J.-C. - IIIe siècle av. J.-C. en architecture
Cet article concerne les événements concernant l'architecture qui se sont déroulés durant le IVe siècle av. J.-C.

## Réalisations
- Vers 400 av. J.-C. : 
  - réaménagement de la colline du Pnyx, à Athènes, où se réunit l’Assemblée[1]. 6 500 places sont prévues pour 25 000 citoyens.
  - construction du Pompéion, magasin des fêtes publiques d’Athènes, au-delà du quartier du Céramique[2].

- Vers 390-380 av. J.-C. :

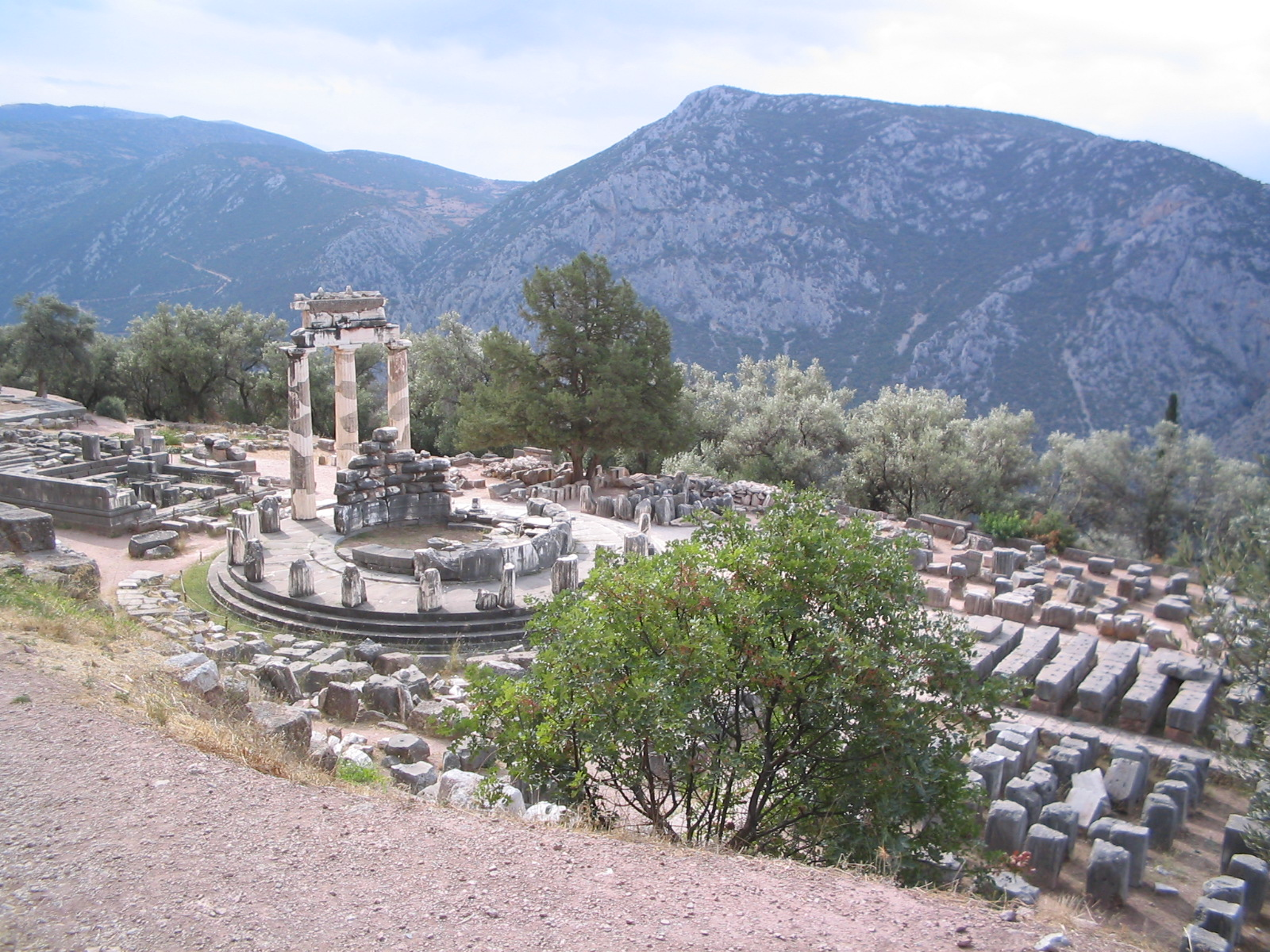
Le Tholos (ou temple d'Athéna Pronaia) à Delphes

  - le sanctuaire de Delphes en Grèce est agrémenté d'un petit monument circulaire nommé Tholos, élevé dans le temple d'Athéna Pronaia par Théodoros de Phocée, qui comportait vingt colonnes dont il reste trois[2].
  - construction du Monument des Néréides, à Xanthe[3]. C'est un spectaculaire tombeau en marbre, couvert de bas-relief et dessiné en forme de temple grec. Il aurait été construit pour Arbinas, roi de Xanthos, et il est aujourd'hui visible au British Museum.

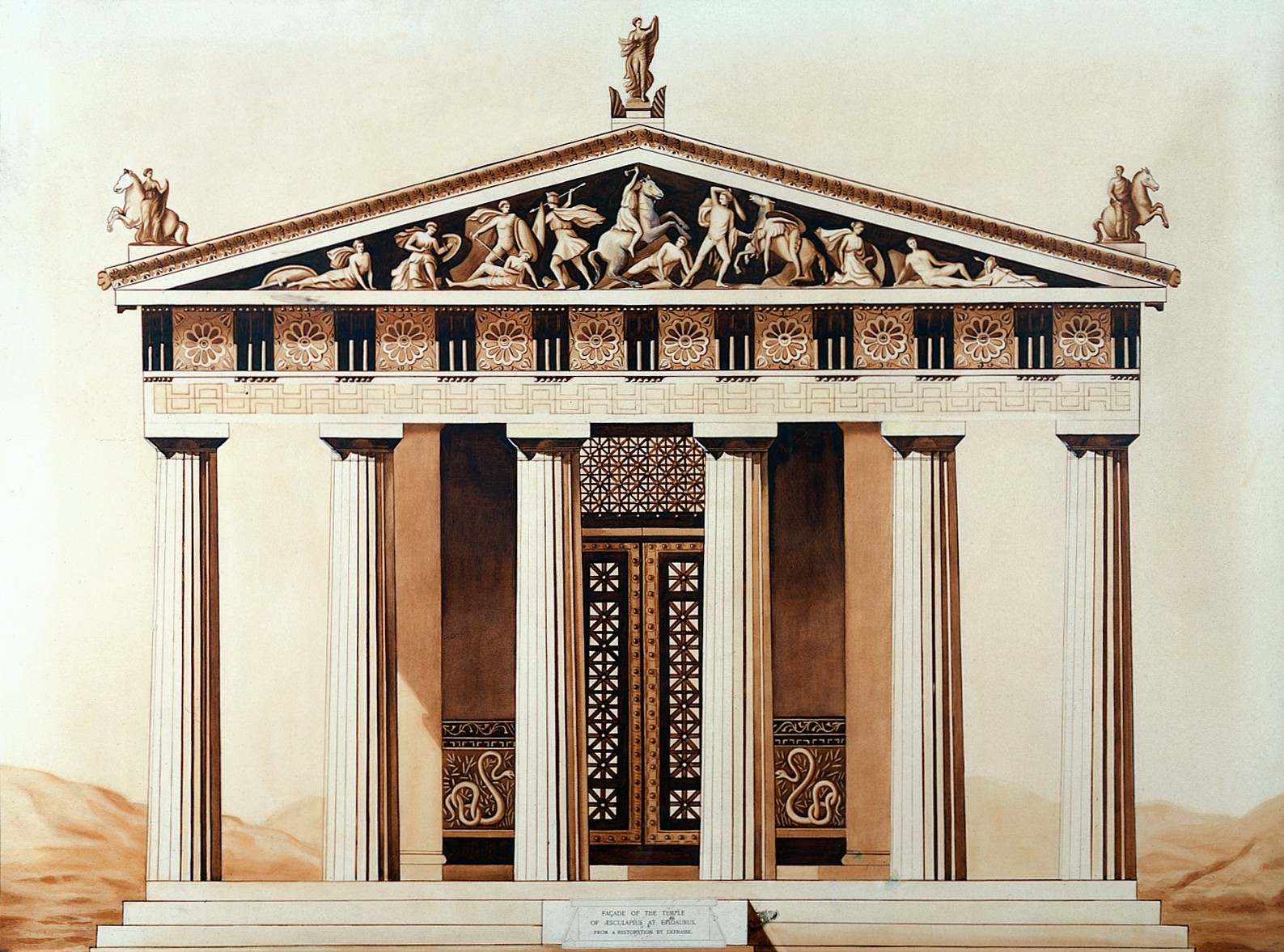
Reconstitution du temple d’Asclépios à Épidaure.

- - Vers 380-375 av. J.-C. : construction du temple d’Asclépios à Épidaure par l’architecte Théodoros. C'est un temple dorique, dans lequel l'opisthodome tend à disparaître, les espaces intérieurs se dégagent et s'enrichissent grâce à des matériaux colorés et au décor, auquel participe le chapiteau corinthien[4].
- Vers 380 av. J.-C.-246 av. J.-C. : construction du temple d’Isis à Behbeit El-Hagara[5].
- Vers 366-365 av. J.-C. : début de la reconstruction du temple d’Apollon à Delphes[6].
- 360-330 av. J.-C. : construction de la tholos d’Épidaure par Polyclète le Jeune[7].
- 356 av. J.-C. : Érostrate incendie le temple d'Artémis à Éphèse, l’une des Sept Merveilles du monde, dans le seul but d’immortaliser son nom[8].

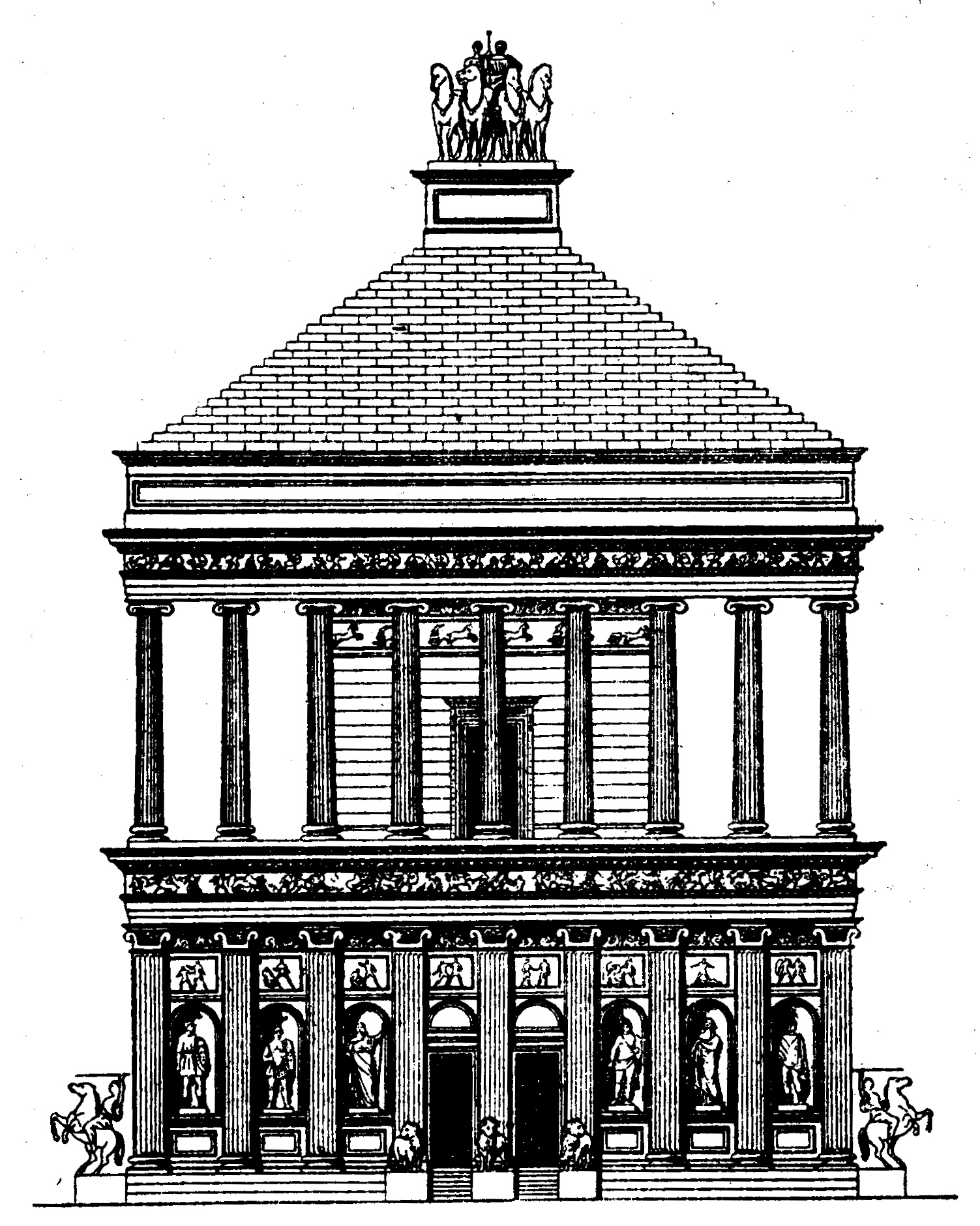
Reconstitution du Mausolée d'Halicarnasse

- 353-350 av. J.-C. : construction du mausolée d’Halicarnasse pour le défunt satrape de la ville, Mausole, par sa sœur et épouse Artémise II[9].

- Vers 350 av. J.-C. :
  - construction du stade d’Olympie[2].
  - première phase de la construction de l’Asclépiéion de Cos.
- 347-323 av. J.-C. : construction de l’arsenal du Pirée par l’architecte Philon[10].
- Vers 350-325 av. J.-C. : construction du trésor de Cyrène à Delphes[11].

- Vers 340 av. J.-C. : reconstruction de l’Artémision d’Éphèse. Construction du temple de Zeus à Némée[2].

- 333 av. J.-C. : la présence d’un temple dédié au culte d’Isis est attesté au Pirée[12].
- Vers 332 av. J.-C. : Alexandre le Grand ordonne la reconstruction du temple d’Apollon à Didymes[13].
- Vers 330-320 av. J.-C. :
  - construction du théâtre d’Épidaure[14].
  - construction du Léonidaion, près d'Olympie[15].